# Aeroportul Norðfjörður
Aeroportul Norðfjörður (IATA: NOR, ICAO: BINF) este un aeroport din Austurland⁠(d), Islanda ce deservește zona Neskaupstaður⁠(d). Aeroportul a fost tranzitat în 2019 de 40 de pasageri.
Situat la o altitudine de 4 m, aeroportul dispune de o singură pistă.